# حرائق الغابات في كاليفورنيا 2022
موسم حرائق الغابات في كاليفورنيا عام 2022 هو سلسلة مستمرة من حرائق الغابات التي اشتعلت في جميع أنحاء ولاية كاليفورنيا الأمريكية.
في 21 يناير 2022 وسط أحد أكثر أشهر يناير جفافاً، أصبح حريق كولورادو أول حريق هائل في الموسم حيث أبلغت خدمة الأرصاد الجوية الوطنية عن «سلوك حريق سريالي بالنظر إلى شهري أكتوبر وديسمبر الرطب».